# UTC+01:00
UTC+1 est un fuseau horaire en avance d'une heure sur le temps universel coordonné (UTC).

## Zones concernées

### Caractéristiques
De façon générale, UTC+1 concerne la quasi-totalité de la partie occidentale de l'Europe, ainsi que le centre-ouest de l'Afrique, soit environ 670 000 000 habitants (8 % de la population mondiale) répartis sur 14 000 000 km2 (9,5 % des terres émergées), soit le troisième fuseau horaire le plus peuplé, après UTC+8 et UTC+5:30.

### Toute l'année
UTC+1 est utilisé toute l'année dans les pays et territoires suivants :
- Algérie ;
- Angola ;
- Bénin ;
- Cameroun ;
- République centrafricaine ;
- République du Congo ;

- République démocratique du Congo :
  - Kinshasa ;
  - Bas-Congo ;
  - Équateur ;
  - Sud-Ubangi ;
  - Nord-Ubangi ;
  - Mongala (province) ;
  - Tshuapa (province) ;
  - Mai-Ndombe (province) ;
  - Kwilu (province) ;
  - Kwango (province).

- Gabon ;
- Guinée équatoriale ;
- Maroc (hormis lors de Ramadan : UTC±0 y était alors en vigueur[1]) ;
- Niger ;
- Nigeria ;
- Sahara occidental ;
- Tchad ;
- Tunisie.

### Heure d'hiver (hémisphère nord)
Les zones suivantes utilisent UTC+1 pendant l'heure d'hiver (dans l'hémisphère nord) et UTC+2 à l'heure d'été :
- Albanie ;
- Allemagne ;
- Andorre ;
- Autriche ;
- Belgique ;
- Bosnie-Herzégovine ;
- Croatie ;
- Danemark ;
- Espagne : Territoire métropolitain
(y compris  Ceuta et  Melilla) ;
- France : Territoire métropolitain ;
- Royaume-Uni :  Gibraltar ;
- Hongrie ;
- Italie ;
- Liechtenstein ;
- Luxembourg ;
- Macédoine du Nord ;
- Malte ;
- Monaco ;
- Monténégro.

- Norvège :
  - Territoire métropolitain ;
  - Svalbard ;
  - Jan Mayen.

- Pays-Bas ;
- Pologne ;
- République tchèque ;
- Saint-Marin ;
- Serbie ;
- Slovaquie ;
- Slovénie ;
- Suède ;
- Suisse ;
- Vatican.

Tous les pays européens d'UTC+1 utilisent la même date pour l'heure d'été (appelée Heure d'été d'Europe centrale). En Afrique, la Tunisie utilisait une date légèrement différente.

### Heure d'hiver (hémisphère sud)
Aucune zone n'utilise UTC+1 pendant l'heure d'hiver (dans l'hémisphère sud) et UTC+2 à l'heure d'été.

### Heure d'été (hémisphère nord)
Les zones suivantes utilisent UTC+1 pendant l'heure d'été (dans l'hémisphère nord) et UTC à l'heure d'hiver :
- Danemark :
  - Îles Féroé.
- Espagne :
  - Îles Canaries.
- Irlande.

- Portugal :
  - Territoire métropolitain ;
  -  Madère.

- Royaume-Uni : Îles Britanniques (y compris  Île de Man et Îles Anglo-Normandes).

### Heure d'été (hémisphère sud)
Aucune zone n'utilise UTC+1 pendant l'heure d'été (dans l'hémisphère sud) et UTC à l'heure d'hiver.

## Géographie
UTC+1 correspond en théorie à une zone où les longitudes sont comprises entre 7,5° E et 22,5° E  et l'heure initialement utilisée correspondait à l'heure solaire moyenne du 15e méridien est (référence supplantée par UTC en 1972).
Tous les pays utilisant UTC+1, pour diverses raisons, ne sont pas situés entre ces deux longitudes. Les raisons principales sont économiques (adaptation aux heures des autres pays européens qui possèdent un marché de plusieurs millions d'habitants) et politique (heure uniforme pour quasiment tous les pays de l'Union européenne). La France, par exemple, ne possède que deux endroits répondant (partiellement) à ce critère : la Corse et une petite partie de l'Alsace située au nord-est de Haguenau. L'Espagne, la Belgique, les Pays-Bas, le Luxembourg, Monaco et Andorre sont intégralement à l'ouest de 7,5° E et l'Espagne possède même certaines parties à l'ouest de 7,5° W (théoriquement dans UTC-1). La Suisse romande est également située quasi intégralement à l'ouest de 7,5° E.
Le point le plus occidental où UTC+1 s'applique (heure d'hiver) est le cap Touriñan, en Espagne (43° 02′ N, 9° 18′ O). Inversement, le point le plus oriental d'UTC+1 est situé sur l'île norvégienne de Kvitøya dans l'archipel du Svalbard, située par 80° 09′ N, 32° 35′ E).
Ce fuseau horaire possède diverses appellations :
- Central European Time (temps de l'Europe centrale, CET) ;
- Middle European Time (MET) ;
- West Africa Time (WAT).

Pour l'anecdote, le tripoint Finlande-Norvège-Russie est le seul endroit d'Europe où trois fuseaux horaires se rejoignent (UTC+1, UTC+2 et UTC+3).

## Historique
Plusieurs pays d'UTC+1 utilisèrent GMT par le passé :
- Andorre, entre 1901 et 1946 ;
- Belgique, entre 1892 et 1914 et entre 1919 et 1940 ;
- France, entre 1911 et 1940 et en 1944 et 1945 ;
- Gibraltar, entre 1880 et 1957 ;
- Luxembourg, entre 1918 et 1940 ;
- Monaco, entre 1911 et 1945.

Réciproquement, plusieurs pays dans d'autres fuseaux horaires utilisèrent GMT+1 (ou UTC+1 après 1972) par le passé :
- Lituanie, entre 1920 et 1940 ;
- Portugal, entre 1966 et 1976 et entre 1992 et 1996 ;
- Royaume-Uni et Irlande, entre 1940 et 1945 pendant l'hiver (GMT+2 pendant l'été). Entre le 18 février 1968 et le 31 octobre 1971, GMT+1 fut utilisé toute l'année.